# Ury Lajos
Ury Lajos (Eger, 1868. szeptember 25. – Budapest, 1949. november 14.) ítélőtáblai tanácselnök.

## Életútja
Apja Ury József ügyvéd, 1848/48-es honvéd volt, édesanyja Kavinszky Vilma. Jogot végzett, s aztán ügyvédjelölt, később pedig az egri Törvényszéknél volt joggyakornok. Ezután Temesvárt törvényszéki aljegyzőként és jegyzőként működött, aztán a temesrékasi Járásbíróságnál volt aljárásbíró, ezt követően a temesvári királyi Ítélőtáblánál tanácsjegyző, a fehértemplomi királyi Törvényszéknél bíró, a temesvári királyi Ítélőtáblánál elnök-titkár, majd Kassán, utána pedig Budapesten királyi Ítélőtáblai bíró, 1921-től tanácselnök. 1938 decemberében vonult nyugdíjba. Elnöke volt a Cisztercita Diák Szövetségnek, vezérségi tagja az Emericanának, a Szent Imre-városi katolikus egyházközség alelnöke, az Országos Magyar Kertészeti Egyesület szakosztály elnöke, a Chromo M. Ált. Papíripar Rt. igazgató elnöke. 1920 és 1940 között tagja volt az egységes bírói és ügyvédi vizsgálóbizottságnak. Halálát agyértrombózis, érelmeszesedés okozta. Felesége Berlogia Ophélia volt.